# Abraham Mar Seraphim
Serafin (ur. 28 grudnia 1969) – duchowny Malankarskiego Kościoła Ortodoksyjnego, od 2010 biskup Bangalore. Sakrę biskupią otrzymał 12 maja 2010.